# 1841
1841 (MDCCCXLI) var ett normalår som började en fredag i den gregorianska kalendern och ett normalår som började en onsdag i den julianska kalendern.

## Händelser

### Januari
- 16 januari – Den liberala tidningen Sundsvalls Tidning börjar ges ut, då under namnet Alfwar och skämt.
- 26 januari – Storbritannien ockuperar Hongkong, och senare det året visar Hongkong-öns första folkräkning att befolkningen uppgår till omkring 7 500.[1]
- 30 januari – En brand förstör två tredjedelar av Mayagüez, Puerto Rico.

### Februari

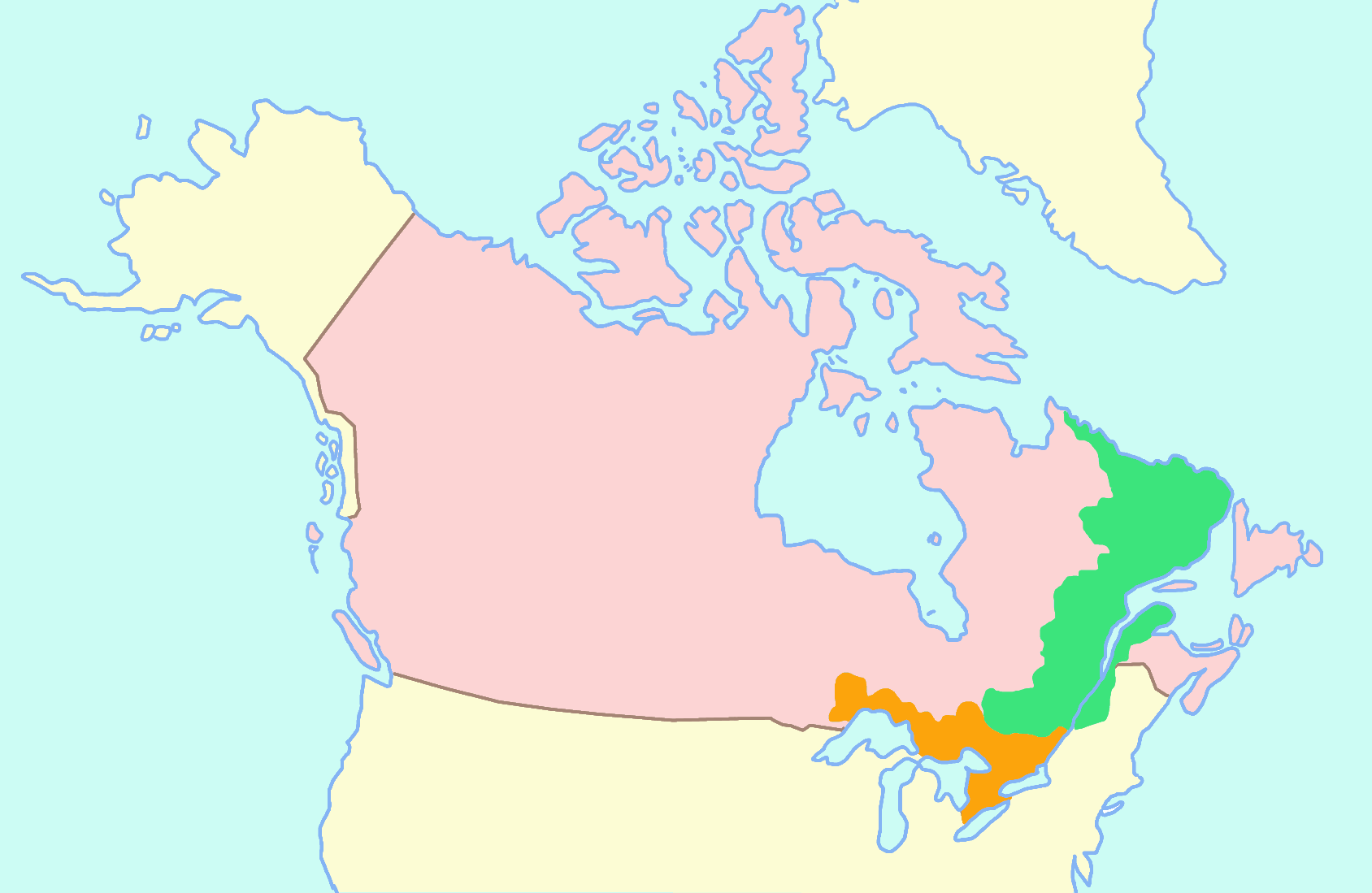
Provinsen Kanada.

- 11 februari – Nedre Kanada och Övre Kanada slås samman till Provinsen Kanada.
- 24 februari – Amerikanska flottan landstiger på Upoluön, Samoa för att genomföra vedergällning mot infödda som mördat en amerikansk sjöman.[2]

### Mars
- 4 mars - William Henry Harrison blir USA:s nye president efter Martin Van Buren .

### April
- USA:s president Harrison avlider i sitt ämbete av lunginflammation, och efterträds som president av sin vicepresident, John Tyler .

### Maj
- 3 maj – Nya Zeeland blir en separat brittisk besittning.[3]
- 3 maj – Fartyget "Mary Ann" under kapten Nils Werngren avslutar den första svenska världsomseglingen.

### Juli
- 18 juli – Peter II bestiger Brasiliens tron.

### Augusti
- 6 augusti – Den svenska Kongliga styrelsen för allmänna väg- och wattenbyggnader grundas med anledning av utbyggnaden av vägnätet.[4]

### Oktober
- 2 oktober – Den moderata morgontidningen Barometern börjar utges i Kalmar, Sverige.[5]
- 10 oktober – I Sverige tas Uppsala universitetsbiblioteks nya byggnad Carolina Rediviva i bruk.

### Okänt datum
- Amerikanska flottan landstiger på Drummondön för att genomföra vedergällning mot infödda som mördat en sjöman.[2].
- En fransk läkare använder hasch som psykiatrisk behandling.[6]
- Stegling förbjuds i Sverige.[7]
- De svenska exporttullarna på sågade trävaror tas bort.
- Ett förslag om tvåkammarriksdag antas som vilande av den svenska riksdagen.
- Studentsången Längtan till landet (Vintern rasat ut) komponeras av Otto Lindblad.
- Sveriges riksdag beslutar att cellfängelser skall inrättas i hela Sverige.
- Det svenska stockstraffet avskaffas. Spö- och risstraff avskaffas som förvandlingsstraff för böter.
- University of Michigan grundas i USA.

## Födda

### Första kvartalet

#### Januari
- 8 januari – Johan Boström, svensk kyrkoherde och riksdagsman. (död 1911)
- 11 januari – Otto von Gierke, tysk jurist. (död 1921)
- 14 januari – Berthe Morisot, fransk målare. (död 1895)
- 15 januari – Frederick Stanley, 16:e earl av Derby, brittisk politiker, instiftare av Stanley Cup i ishockey. (död 1908)
- 18 januari – Emmanuel Chabrier, fransk kompositör och pianist. (död 1894)
- 25 januari – John Arbuthnot Fisher, brittisk sjömilitär. (död 1920)
- 28 januari – Henry Morton Stanley, brittisk journalist, kolonisatör och upptäcktsresande. (död 1908)
- 30 januari
  - Félix Faure, fransk politiker, Frankrikes president 1895–1899. (död 1899)
  - Sam Loyd, amerikansk schackspelare. (död 1911)

#### Februari
- 2 februari
  - Thor Ekenman, svensk militär och riksdagsman. (död 1932)
  - François-Alphonse Forel, schweizisk zoolog och hydrograf. (död 1912)
- 19 februari – Elfrida Andrée, svensk kvinnlig pionjär inom kyrkomusik, Sveriges första kvinna i statlig tjänst. (död 1929)
- 24 februari – Levi K. Fuller, amerikansk republikansk politiker och uppfinnare, guvernör i Vermont 1892–1894. (död 1896)
- 25 februari
  - Auguste Renoir, fransk målare och skulptör. (död 1919)
  - Margaret Maher, irländsk-amerikansk tjänsteflicka hos Emily Dickinson. (död 1924)

#### Mars
- 1 mars – Blanche Bruce, amerikansk republikansk politiker, senator 1875–1881. (död 1898)
- 6 mars – Alfred Cornu, fransk fysiker. (död 1902)
- 11 mars – Benito Menni, italiensk katolsk präst, helgon. (död 1914)

### Andra kvartalet

#### April
- 1 april – Knut Michaelson, svensk dramatisk författare och teaterchef. (död 1915)
- 20 april – John A. Mead, amerikansk republikansk politiker, guvernör i Vermont 1910–1912. (död 1920)
- 23 april – John T. Rich, amerikansk republikansk politiker. (död 1926)

#### Maj
- 7 maj
  - Gustave Le Bon, fransk psykolog. (död 1931)
  - Per Sörensson, svensk kyrkoherde och politiker. (död 1913)
- 11 maj – Ernst von Possart, tysk skådespelare. (död 1921)
- 15 maj – James H. Berry, amerikansk demokratisk politiker. (död 1913)
- 28 maj – Josiah Grout, amerikansk republikansk politiker, guvernör i Vermont 1896–1898. (död 1925)
- 29 maj – Robert Anderson, brittisk polis. (död 1918)

#### Juni
- 22 juni – Niels Bredal, dansk konstnär. (död 1888)
- 26 juni – Paul Wallot, tysk arkitekt. (död 1912)

### Tredje kvartalet

#### Juli
- 13 juli – Otto Wagner, österrikisk arkitekt. (död 1918)

#### Augusti
- 9 augusti –  Petrus Blomberg, svensk sångare, organist och kompositör. (död 1907)
- 21 augusti  –  Olof Hammarsten, professor i medicinsk och fysiologisk kemi. (död 1932)

#### September
- 8 september
  - Carl Snoilsky, svensk greve, diplomat och författare, ledamot av Svenska Akademien 1876. (död 1903)
  - Antonín Dvořák, tjeckisk kompositör. (död 1904)
- 23 september – Joseph D. Sayers, amerikansk demokratisk politiker. (död 1929)
- 28 september
  - Georges Clemenceau, fransk politiker; konseljpresident 1906–1909 och 1917–1920. (död 1929)
  - Francis P. Fleming, amerikansk politiker, guvernör i Florida 1889–1893. (död 1908)

### Fjärde kvartalet

#### Oktober
- 1 oktober – Sophus Aars, norsk naturskildrare. (död 1931)
- 8 oktober – Anders Huss, svensk kronofogde och riksdagsman. (död 1903)
- 11 oktober – Norman H. Meldrum, amerikansk demokratisk politiker. (död 1920)
- 14 oktober – Wilhelm Carlson, svensk direktör och riksdagsman. (död 1919)
- 18 oktober – Bishop W. Perkins, amerikansk republikansk politiker. (död 1894)
- 29 oktober – William A. Harris, amerikansk politiker, senator 1897–1903. (död 1909)

#### November
- 6 november – Armand Fallières, fransk politiker, Frankrikes president 1906–1913. (död 1931)
- 9 november – Edvard VII, kung av Storbritannien 1901–1910. (död 1910)
- 16 november – Alberto Cantoni, italiensk författare. (död 1904)
- 21 november – Luigi Maria d'Albertis, italiensk naturforskare och upptäcktsresande. (död 1901)

#### December
- 6 december – Frédéric Bazille, fransk målare, tidig impressionist. (död 1870)
- 8 december – Thomas R. Bard, amerikansk republikansk politiker, senator 1900–1905. (död 1915)
- 14 december – Louise Héritte-Viardot, fransk dirigent, kompositör, pianist och sångare. (död 1918)
- 16 december – Anders Andersen-Lundby, dansk målare. (död 1923)
- 20 december – Ferdinand Buisson, fransk pedagog och politiker, nobelpristagare. (död 1932)
- 24 december – Henrik Åberg, svensk arkitekt. (död 1922)

## Avlidna

### Första kvartalet

#### Januari
- 12 januari – Märta Helena Reenstierna, känd som Årstafrun, 87, författare till Årstadagboken, änka efter ryttmästaren Christian Henrik von Schnell på Årsta säteri i Brännkyrka socken.
- 15 januari – Friedrich Parrot, 48, balttysk vetenskapsman och upptäcktsresande.

#### Februari
- 23 januari – Charles E. Dudley, 60, amerikansk politiker, senator 1829–1833.
- 25 februari – Philip Pendleton Barbour, 57, amerikansk politiker och jurist, talman i USA:s representanthus 1821–1823 och domare i USA:s högsta domstol 1836-1841.

#### Mars
- 8 mars – Robert Henrik Rehbinder, 63, finländsk greve och statsman.

### Andra kvartalet

#### April
- 4 april – William Henry Harrison, 68, amerikansk politiker, USA:s president sedan 4 mars detta år (död i lunginflammation).
- 25 april – Cordelia von Wedderkop, 67, svensk konstnär.
- 28 april – Pierre Chanel, 37, fransk katolsk präst, missionär och martyr, Oceaniens skyddshelgon.
- 30 april – Peter Andreas Heiberg, 82, dansk författare.

#### Maj
- 16 maj – Marie Boivin, 68, fransk barnmorska, medicinsk forskare och uppfinnare.
- 31 maj – George Green, 47, brittisk matematiker och fysiker.

#### Juni
- 23 juni – Étienne Garnier-Pagès, 39, fransk politiker.

### Tredje kvartalet

#### Juli
- 27 juli – Michail Lermontov, 26, rysk poet.

#### Augusti
- 14 augusti – Johann Friedrich Herbart, 65, tysk filosof och pedagog.
- 21 augusti – Gideon Lee, 63, amerikansk politiker.

#### September
- 5 september – Achille Pinelli, italiensk målare och gravör.
- 16 september – Newton Cannon, 60, amerikansk politiker.

### Fjärde kvartalet

#### Oktober
- 28 oktober – Johan August Arfwedson, 49, svensk kemist.

#### November
- 14 november – Thomas Bruce, 7:e earl av Elgin, 75, brittisk adelsman och diplomat.

#### December
- 23 december – Sir William Macnaghten, 48, angloindisk diplomat.

### Fotnoter
1. ↑  John Thomson 1837-1921, Chap on Hong Kong, Illustrations of China and Its People (London,1873-1874)
2. 1 2  ”USA:s militära insatser i utlandet 1798-2004”. Arkiverad från originalet den 9 december 2013. https://web.archive.org/web/20131209174005/http://www.history.navy.mil/library/online/forces.htm. Läst 30 januari 2011.
3. ↑  World Statesmen
4. ↑  ”Från kungligt ämbetsverk till Sveriges modernaste myndighet” ( PDF). Trafikverket. Arkiverad från originalet den 6 december 2019. https://web.archive.org/web/20191206112047/https://trafikverket.ineko.se/Files/sv-SE/10445/RelatedFiles/100310_fran_kungligt_ambetsverk_till_sveriges_modernaste_myndighet.pdf. Läst 13 april 2020.
5. ↑  Barometern 4 oktober 2007 – Barometern-OT:s Historia Arkiverad 21 september 2011 hämtat från the Wayback Machine.
6. ↑  Narkotika
7. ↑  ”Historiesajten 13 mars 2006 – Brott och straff i gångna tider”. Arkiverad från originalet den 14 januari 2020. https://web.archive.org/web/20200114065735/https://www.historiesajten.se/handelser2.asp?id=27. Läst 19 oktober 2019.